# Placówka Straży Granicznej w Kołbaskowie
Placówka Straży Granicznej w Kołbaskowie – zlikwidowana graniczna jednostka organizacyjna Straży Granicznej realizująca zadania w ochronie granicy państwowej z Republiką Federalną Niemiec.

## Formowanie i zmiany organizacyjne
Placówka Straży Granicznej w Kołbaskowie z siedzibą w Kołbaskowie (Placówka SG w Kołbaskowie), została powołana 24 sierpnia 2005 roku Ustawą z 22 kwietnia 2005 roku O zmianie ustawy o Straży Granicznej..., w strukturach Pomorskiego Oddziału Straży Granicznej w Szczecinie z przemianowania dotychczas funkcjonującej Granicznej Placówki Kontrolnej Straży Granicznej w Kołbaskowie. Znacznie rozszerzono także uprawnienia komendantów, m.in. w zakresie działań podejmowanych wobec cudzoziemców przebywających na terytorium RP.
Zniesienie kontroli granicznej we wszystkich przejściach Pomorskiego Oddziału SG na granicach wewnętrznych Unii Europejskiej, miało wpływ na kolejne zmiany w systemie organizacyjnym ochrony północno-zachodnich rubieży państwa. W wyniku czego 15 stycznia 2008 roku rozformowano PSG w Kołbaskowie oraz Krajniku Dolnym, zwiększając rejon działania PSG w Osinowie Dolnym, PSG w Gryfinie i PSG w Lubieszynie.

## Ochrona granicy
Placówka SG w Kołbaskowie ochraniała odcinek granicy państwowej:
- Od znaku granicznego nr 755 do znaku granicznego nr 789.

W wyniku porozumienia między SG a BGS w PSG w Kołbaskowie funkcjonowała Polsko-Niemiecka Grupa Kontaktowa, z której działalności korzystało wiele instytucji sprawdzając dane o kradzionych lub zatrzymanych samochodach, rodzaju i ilości zajętego towaru, sprawcach przemytu i nielegalnego przerzutu osób.
W celu zapewnienia coraz lepszej ochrony porządku prawnego państwa i by usprawnić swoje działania na granicy, PSG w Kołbaskowie organizowała wspólne patrole graniczne m.in. z funkcjonariuszami Policji, Żandarmerii Wojskowej czy też niemieckiej Bundespolizei (BGS).

### Podległe przejścia graniczne
- Kołbaskowo-Pomellen (drogowe) – do 21 grudnia 2007[3]
- Szczecin Gumieńce-Tantow (kolejowe) – do 21 grudnia 2007[3]
- Szczecin Gumieńce-Grambow (kolejowe) – do 21 grudnia 2007[3]
- Rosówek-Rosow (drogowe) – do 21 grudnia 2007[3].

## Placówki sąsiednie
- Placówka SG w Gryfinie ⇔ Placówka SG w Lubieszynie – 24.08.2005[3].

## Komendanci placówki
- Janusz Góral (24.08.2005–24.02.2006)
- ppłk SG Grzegorz Borowik (25.02.2006–14.01.2008).